# Playing the Angel
Playing the Angel és el setzè disc del grup anglès de pop electrònic Depeche Mode, i el seu onzè disc de material nou. Va aparèixer al mes d'octubre de l'any 2005.

## Informació
Possiblement com a reacció a l'ambient reflexiu i melancòlic que havia predominat a Exciter, Playing the Angel és molt més agressiu i directe, ja des de bon principi, amb els sons sintètics distorsionats que obren "A Pain That I'm Used To", el segon senzill. Ben Hillier fou aquesta vegada el responsable de la producció de l'àlbum i el resultat fou un disc molt rítmic amb una sonoritat més orgànica que els anteriors (degut al seu ús predominant de sintetitzadors analògics), i comparable amb Violator en termes de so i atmosfera.
Playing the Angel és el primer àlbum de Depeche Mode que inclou cançons escrites per David Gahan. Esperonat per la bona rebuda del públic al seu primer disc en solitari, Paper Monsters, Gahan va pressionar perquè s'acceptessin més cançons seves en el repertori del grup, en total tres ("Suffer Well" -el tercer senzill-, "I Want It All" i "Nothing's Impossible", totes elles escrites en col·laboració amb Andrew Phillpott i Christian Eigner). Per tant, és el primer disc (des de Some Great Reward) que inclou cançons no escrites per Martin Gore. A banda de la composició, Gore també era el cantant a "Macro" i "Damaged People".
El títol de l'àlbum prové de les lletres de la cançó "The Darkest Star". El personatge que apareix en la portada era una criatura anomenada "Tubby Goth" per la banda i "Mister Feathers" per la discogràfica i els seguidors. Fou dissenyada per Anton Corbijn basant-se en una fotografia de Robert Smith, del grup The Cure.
Significativament, les crítiques que rebé foren, en general, molt més positives que les d'Exciter, i les seves xifres de vendes també foren lleugerament superiors. Per promocionar-lo, Depeche Mode van iniciar una nova gira mundial, anomenada "Touring the Angel - Pain and Suffering in Various Countries", durant els anys 2005 i 2006.
Van extreure's dues edicions d'aquest disc: l'edició "normal", amb un CD, i una edició doble amb el disc en format SACD i un DVD extra amb Playing the Angel en format 5.1, un petit documental sobre les sessions d'enregistrament del disc, una interpretació exclusiva en estudi del tema "Clean" (inclòs a Violator), el vídeo de "Precious" -el primer senzill- i una galeria fotogràfica exclusiva. La publicació d'aquesta edició animà Mute Records a reeditar tots els discos anteriors del grup amb el format de l'edició "doble" de Playing the Angel (és a dir, disc en format SACD, disc en format 5.1, temes extra i documental) entre els anys 2006 i 2007. L'edició deluxe per iTunes va incloure material divers de bonificació com altres versions de cançons o de videoclips.
En general, el disc va rebre crítiques positives però indicant la manca d'innovació. L'edició Red Book de l'àlbum fou molt criticada per un nombrós grup de seguidors a causa de la pobra masterització, una compressió dura i el so artificial, especialment comparada amb la versió en vinil masteritzada de forma diferent.
Playing the Angel va debutar al número sis de la llista britànica d'àlbums, mentre que als Estats Units ho va fer a la setena posició en la Billboard 200. Arreu del món es va superar la venda d'1,6 milions d'unitats, excepte els Estats Units i Canadà.

## Llista de cançons

### CD Stumm 260
Totes les cançons foren escrites i compostes per Martin Gore excepte les indicades. 
| Núm.          | Títol                     | Composició               | Durada |
| ------------- | ------------------------- | ------------------------ | ------ |
| 1.            | «A Pain That I'm Used To» |                          | 4:11   |
| 2.            | «John the Revelator»      |                          | 3:42   |
| 3.            | «Suffer Well»             | Gahan, Eigner, Phillpott | 3:49   |
| 4.            | «The Sinner in Me»        |                          | 4:56   |
| 5.            | «Precious»                |                          | 4:10   |
| 6.            | «Macro»                   |                          | 4:03   |
| 7.            | «I Want It All»           | Gahan, Eigner, Phillpott | 6:09   |
| 8.            | «Nothing's Impossible»    | Gahan, Eigner, Phillpott | 4:21   |
| 9.            | «Introspectre»            |                          | 1:42   |
| 10.           | «Damaged People»          |                          | 3:29   |
| 11.           | «Lilian»                  |                          | 4:49   |
| 12.           | «The Darkest Star»        |                          | 6:57   |
| Durada total: | Durada total:             | Durada total:            | 52:16  |

| 13. | «Free» (cara B del senzill "Precious" -UK LCD BONG 35-) | 5:11 |

| 13. | «Clean (Bare)» | 3:44 |

| 13. | «Waiting for the Night (Bare)» |  |

### DVD extra d'edició limitada
1. Playing the Angel en 5.1 i Stereo -DTS 5.1 (24bit) -Dolby Digital 5.1 Surround (24bit) -PCM Stereo (24bit)
2. Making the Angel − PCM Stereo
3. "Precious" (Vídeo) − PCM Stereo
4. "Clean (Bare)" − PCM Stereo
5. Galeria de fotografies − fotografies d'estudi realitzades per Ben Hillier a les sessions d'enregistrament de Santa Barbara/Nova York/Londres

### Material extra UMD
1. Making the Angel − Curtmetratge
2. "Precious" (vídeo)
3. "Clean (Bare)"
4. Galeria de fotografies

## Posicions en llistes
| Llista (2005)    | Posició | Certificació |
| ---------------- | ------- | ------------ |
| Alemanya         | 1       | 2x Platí     |
| Austràlia        | 45      |              |
| Canadà           | 3       | Or           |
| Espanya          | 2       | Platí        |
| França           | 1       | Platí        |
| Itàlia           | 1       |              |
| Japó             | 104     |              |
| Regne Unit       | 6       | Or           |
| US Billboard 200 | 7       |              |

## Dades
- Depeche Mode: David Gahan, Martin Gore, Andrew Fletcher.
- Temes escrits per Martin Gore, excepte "Suffer Well", "I Want It All" i "Nothing's Impossible", escrits per David Gahan, Christian Eigner i Andrew Phillpott.
- Temes cantats per David Gahan, excepte "Macro" i "Damaged People" (cantats per Martin Gore) i l'interludi instrumental "Introspectre".
- Produït per Ben Hillier.
- Mesclat per Steve Fitzmaurice i Ben Hillier.
- Programacions: Dave McCracken i Richard Morris.
- Programacions originals a "Suffer Well", "I Want It All" i "Nothing's Impossible": Christian Eigner i Andrew Phillpott.
- Enginyers de so: Ben Hillier i Richard Morris.
- Piano ("I Want It All"): Dave McCracken.
- Enregistrat a Sound Design, Santa Barbara (assistent: Nick Sevilla); Stratosphere Sound Studios, Nova York (assistents: Arjun Argerwala i Rudyard Lee Cullers); Whitfield Street Studios, Londres (assistents: Devin Workman i Kt Rangnick). Mesclat a Whitfield Street Studios.
- Temes masteritzats per Emily Lazar (The Lodge, Nova York). Assistent: Sarah Register.
- Direcció artística, fotografies i disseny de portada: Anton Corbijn.
- Disseny: Four5one.com
- Management: Jonathan Kessler (Baron Inc.).
- Oficina de Depeche Mode: J.D. Fanger, Venusnote Ltd.

## Informació addicional
- El personatge dibuixat a la portada del disc és anomenat "Tubby Goth" pel grup i "Mr. Feathers" ("Senyor Plomes") pels fans.
- S'enregistrà un tema anomenat "Martyr" que, de fet, havia de ser el primer senzill, però després es considerà que no encaixava amb l'ambient general del disc i fou reservat. "Martyr" fou utilitzat com a targeta de presentació d'una nova recopilació, anomenada The Best Of, Volume 1.
- El tema "Precious", tal com confessà Martin, parla sobre el seu divorci i sobre les reaccions que aquest fet provocaria en els seus fills.
- Playing the Angel pren el seu títol d'una part de la lletra de l'última cançó del disc, "The Darkest Star" (Oh you sad one / Playing the angel / Isn't so easy where you're from).
- S'edità una versió de "Suffer Well" en Simlish, la llengua del joc The Sims.
- "John The Revelator" està basat en una cançó tradicional del mateix nom.